# 1697
1697 (MDCXCVII) fue un año común comenzado en martes según el calendario gregoriano.

## Acontecimientos
Se crearon los contratos de futuros para los mercados financieros actuales

### Marzo
- Tayasal, capital de los Itzá, un pueblo de origen maya en Petén, que era el último estado independiente mesoamericano, es conquistado por España.
- 5 de marzo: fundación de la ciudad de Maracay, Venezuela

### Septiembre
- Firma del tratado de Ryswick entre Francia y la Liga de Augsburgo que, entre otras consecuencias, trajo la partición de la isla de La Española creándose Haití.

### Diciembre
- Coronación de Carlos XII de Suecia en la Catedral de San Nicolás de Estocolmo a la edad de 14 años y según la costumbre, la mayoría de edad se alcanzaba a los 18 años. Sin embargo sus antecesores más próximos, incluso su padre Carlos XI de Suecia, habían asumido la corona antes de esa edad. El consejo de regencia estimó que el príncipe mostraba ya la madurez necesaria para asumir el poder real y comenzó a sondear la opinión entre los representantes de los súbditos del reino, para declararlo mayor de edad, y de esta forma ser coronado rey.

## Nacimientos
- 1 de abril: Abate Prévost, novelista francés. (f. 1763)
- 25 de septiembre: Madame du Deffand, mujer de letras francesa. (f. 1780)
- 7 de octubre: Canaletto, artista veneciano. (f. 1768)

## Fallecimientos
- 1 de marzo: Francesco Redi, médico y poeta italiano. (n. 1626)